# Вишневецкий, Александр Михайлович (ум. 1555)
Александр Михайлович Вишневецкий (ум. 1555) — крупный политический и военный деятель Речи Посполитой, староста Речицкий (1532—1555), князь Вишневецкий (1549—1555), младший сын наместника брацлавского, князя Михаила Васильевича Вишневецкого.

## Биография
Происходил из богатого и знатного княжеского рода князей Вишневецких. После смерти князя Михаила Васильевича Вишневецкого его сыновья Иван, Фёдор, Александр и Фёдор унаследовали отцовские владения на Волыни. Князь Александр Михайлович Вишневецкий участвовал в боях с крымскими татарами, совершавших систематические набеги на южные владения Великого княжества Литовского. В апреле 1512 года Александр вместе с братьями Иваном и Фёдором участвовал в разгроме крымского-татарского войска в битве под Вишневцем. По земельной переписи 1528 года князь Александр Вишневецкий мог выставить в литовское войско 15 хоругвей.
В 1532 году князь Александр Михайлович Вишневецкий получил во владение староство речицкое. Великий князь литовский Сигизмунд Казимирович Старый пожаловал князю Александру Вишневецкому в пожизненное владение Речицу со всеми доходами.
В 1533 году после смерти своего бездетного брата Фёдора Михайловича Старшего Вишневецкого Александр получил во владение волость Брагин на Киевщине.
В 1534 году староста речицкий князь Александр Вишневецкий под командованием великого гетмана литовского Ежи Радзивилла «Геркулеса» участвовал в русско-литовской войне (1534—1537 гг.) с Великим княжеством Московским. В сентябре князь Александр Вишневецкий с отдельным корпусом двинулся в поход на Смоленск, осадил крепость и приказал своим воинам поджечь предместья. Однако русский гарнизон под командованием смоленского наместника князя Никиты Васильевича Хромого-Оболенского предпринял вылазку из осажденного города, не дал литовцам сжечь посады и разгромил их. Александр Михайлович Вишневецкий потерпел поражение и отступил из-под Смоленска под Могилёв. В 1535-1536 годах Александр Вишневецкий воевал в Северской земле, где польско-литовские войска захватили города Гомель, Стародуб, Радогощь и Почеп.
В 1549 году после смерти своего бездетного брата Фёдора Михайловича Вишневецкого Младшего Александр унаследовал его владения на Волыни.
В 1555 году князь Александр Михайлович Вишневецкий скончался и был похоронен в Киево-Печерской лавре.

## Семья
С 1529 года был женат на Екатерине Скорутянке. Дети: Михаил Александрович Вишневецкий (1529—1584); Максим Бонифаций Александрович Вишневецкий (ум. 1565); Александр Александрович Вишневецкий (1543—1577); Стефания Александровна Вишневецкая (ум. 1558), жена Лукаша Куренецкого.